# Yoeri Vastersavendts
Yoeri Vastersavendts (Ukkel, 2 februari 1971) is een Belgisch politicus uit Vlaanderen en voormalig senator voor Open Vld.

## Biografie
Vastersavendts ging naar de Basisschool Vijverbeek te Asse. Daar volgde hij ook het secundair onderwijs, waarna hij het hoger middelbaar volbracht aan het Koninklijk Atheneum in Koekelberg. Hierna studeerde in 1995 af als licentiaat in de Rechten aan de Vrije Universiteit Brussel.
Na zijn universitaire studies begon Yoeri Vastersavendts in 1995 als advocaat te werken in het kantoor van zijn inmiddels overleden vader Alfons Vastersavendts. Nadat ze veertien jaar op dit advocatenkantoor hadden samengewerkt, werd Yoeri Vastersavendts de beheerder van het kantoor.  

## Politiek
Vanaf zijn 14e jaar was Vastersavendts actief bij Jong VLD in Asse. Tijdens zijn studentenjaren was hij ook actief lid van het Liberaal Vlaams Studentenverbond. In oktober 2002 werd hij voor VLD gemeenteraadslid van Asse. Ook werd hij politieraadslid voor de politiezone Asse Merchtem Opwijk Wemmel (AMOW). 
In januari 2010 werd Yoeri Vastersavendts lid van de Senaat als rechtstreeks verkozen senator voor het Nederlandse kiescollege na het ontslag van Patrik Vankrunkelsven. Hij was senator tot aan de val van de Regering-Leterme II in april van datzelfde jaar. 
Van 2013 tot 2018 was hij in Asse schepen van Milieu & Duurzame Ontwikkeling, Energie, Waterbeheer, Kunstonderwijs, Mobiliteit, Personeelsbeheer en organisatie ontwikkeling. Na zes jaar in de oppositie te hebben gezeteld, werd Vasteravendts in december 2024 opnieuw schepen van de gemeente, ditmaal met de bevoegdheden Ruimtelijke Ordening, Klimaat, Milieu en ICT.
Bij de verkiezingen van juni 2010 stond Vasteravendts als tweede opvolger op de Senaatslijst. Nadat de eerste opvolgster Martine Taelman in 2010 werd opgeroepen om senator Dirk Sterckx te vervangen en Alexander De Croo in oktober 2012 federaal Minister van Pensioenen werd, nam Vastersavendts opnieuw plaats in de Senaat. Ditmaal bleef hij er zetelen tot in 2014. Bij de verkiezingen van 2014 was hij kandidaat voor het Vlaams Parlement, maar werd niet verkozen.
Als senator was Vastersavendts lid van de volgende commissies en werkgroepen:
- de Commissie voor de Justitie
- het Parlementair Comité belast met de Wetsevaluatie: afvaardiging Senaat
- de Werkgroep "Ontwikkelingssamenwerking-Post 2015 Millennium Development Goals"
- de Werkgroep "Statuut van de deskundigen in strafzaken"

Hij was plaatsvervangend lid van volgende commissies:
- de Commissie voor de Binnenlandse Zaken en voor de Administratieve Aangelegenheden
- de Commissie voor de Buitenlandse Betrekkingen en voor de Landsverdediging
- de Commissie voor de Financiën en voor de Economische Aangelegenheden
- de Commissie voor de Institutionele Aangelegenheden
- de Gemengde parlementaire commissie belast met de fiscale hervorming: afvaardiging Senaat